# L'Encyclopédie du mal
L'Encyclopédie du mal est une série française de bande dessinée d'heroic fantasy écrite par Grégory Maklès et dessinée Joseph Lacroix, qui assure également la mise en couleur. 
Son premier volume a été publié fin 2004 par Soleil, qui l'a ensuite interrompue alors qu'elle devait être une trilogie.

## Album
- L'Encyclopédie du mal, Soleil Productions :

1. La Maison de sang, 2004  (ISBN 2-84565-910-5).

### Documentation
- François Peneaud, « L’Encyclopédie du mal - T1 : La Maison du sang - Par Makles & (...) », sur ActuaBD, 28 novembre 2004 (consulté le 22 novembre 2021)
- Arnaud d'Ussel, « L' encyclopédie du mal T1 La maison du sang », sur Planète BD, 28 décembre 2004.
- D. Wesel, « L'encyclopédie du Mal 1. La maison de sang », sur BD Gest, 20 janvier 2005.